# Бобровская, Елена Ивановна
Еле́на Ива́новна Бобро́вская (род. 11 апреля 1975) — киргизская легкоатлетка, специалистка по бегу на короткие дистанции и прыжкам в длину. Выступала за сборную Киргизии по лёгкой атлетике во второй половине 1990-х — первой половине 2000-х годов, чемпионка Азии, победительница и призёрка первенств национального значения, действующая рекордсменка страны в беге на 60 и 100 метров, участница двух летних Олимпийских игр. Мастер спорта Кыргызской Республики международного класса. Тренер по лёгкой атлетике.

## Биография
Елена Бобровская родилась 11 апреля 1975 года. Занималась лёгкой атлетикой в Бишкеке.
Будучи студенткой, в 1995 году была заявлена в дисциплине 200 метров на Универсиаду в Фукуоке, но в итоге на старт здесь не вышла.
Впервые заявила о себе в лёгкой атлетике на взрослом международном уровне в сезоне 1997 года, когда вошла в основной состав киргизской национальной сборной и выступила в беге на 60 метров на чемпионате мира в помещении в Париже.
В 1999 году бежала 60 метров на чемпионате мира в помещении в Маэбаси, выступила в прыжках в длину на чемпионате мира в Севилье.
В 2000 году в прыжках в длину одержала победу на чемпионате Азии в Джакарте. Благодаря череде удачных выступлений удостоилась права защищать честь страны на летних Олимпийских играх в Сиднее — на предварительном квалификационном этапе показала результат 6,19 метра и в финал не вышла.
После сиднейской Олимпиады Бобровская осталась действующей спортсменкой на ещё один олимпийский цикл и продолжила принимать участие в крупнейших легкоатлетических турнирах. Так, в 2001 году она стартовала в беге на 60 метров на чемпионате мира в помещении в Лиссабоне, состязалась в прыжках в длину на чемпионате мира в Эдмонтоне.
В 2002 году в прыжках в длину закрыла десятку сильнейших на чемпионате Азии в Коломбо.
На чемпионате Азии 2003 года в Маниле была восьмой в прыжках в длину.
В 2004 году бежала 60 метров на чемпионате мира в помещении в Будапеште. Благополучно прошла отбор на Олимпийские игры в Афинах, где в программе бега на 100 метров не смогла преодолеть предварительный квалификационный этап.
В 2005 году в дисциплине 100 метров отметилась выступлением на чемпионате Азии в Инчхоне.
За выдающиеся спортивные достижения удостоена почётного звания «Мастер спорта Кыргызской Республики международного класса».